# Ju-Jitsu International Federation
L'Ju-Jitsu International Federation (JJIF) è la federazione sportiva internazionale, riconosciuta da SportAccord che a sua volta è un organismo del CIO che governa lo sport del ju-jitsu. La JJIF è anche membro della IWGA.

## Membri
Le federazioni internazionali membri della JJIF sono più di 100 e tra di esse, dal 1998, vi è anche la Associazione Italiana Ju-Jitsu e Discipline Affini.